# The Return of Art Pepper: The Complete Art Pepper Aladdin Recordings, Vol. 1
The Return of Art Pepper: The Complete Art Pepper Aladdin Recordings, Vol. 1 – album muzyczny (kompilacja) amerykańskiego 
saksofonisty jazzowego Arta Peppera.
Do utworów 1-10 nagranych w Capitol Studios, w Hollywood 6 sierpnia 1956, a zamieszczonych już na LP The Return of Art Pepper w 1957 (Jazz: West}, dodano nagrania zarejestrowane 3 stycznia 1957 w Western Recorders w Los Angeles, kiedy Pepper razem z Joe Morello, Redem Norvo i innymi nagrywał LP Joe Morello – Collections.
CD ukazał się w 1988 jako produkcja Blue Note CDP 7 46863-2.

## Muzycy
- Art Pepper – saksofon altowy i tenorowy
- Russ Freeman – fortepian (1-10)
- Gerald Wiggins – fortepian (11-15)
- Leroy Vinnegar – kontrabas (1-10)
- Ben Tucker – kontrabas (11-15)
- Shelly Manne – perkusja (1-10)
- Joe Morello – perkusja (11-15)

## Lista utworów
| 1.  | "Pepper Returns" (Art Pepper)                        | 4:26    |
|     |                                                      |         |
| 2.  | "Broadway" (Ray Henderson, Buddy DeSylva, Lew Brown) | 4:56    |
|     |                                                      |         |
| 3.  | "You Go To My Head" (J. Fred Coots, Haven Gilespie)  | 4:15    |
|     |                                                      |         |
| 4.  | "Angel Wings" (Art Pepper)                           | 4:40    |
|     |                                                      |         |
| 5.  | "Funny Blues" (Art Pepper)                           | 4:36    |
|     |                                                      |         |
| 6.  | "Five More" (Art Pepper)                             | 4:37    |
|     |                                                      |         |
| 7.  | "Minority" (Art Pepper)                              | 4:17    |
|     |                                                      |         |
| 8.  | "Patricia" (Art Pepper)                              | 3:33    |
|     |                                                      |         |
| 9.  | "Mambo De La Pinta" (Art Pepper)                     | 4:15    |
|     |                                                      |         |
| 10. | "Walkin' Out Blues" (Art Pepper)                     | 5:52    |
|     |                                                      |         |
| 11. | "Pepper Steak" (Art Pepper)                          | 3:47    |
|     |                                                      |         |
| 12. | "You're Driving Me Crazy" (Walter Donaldson)         | 5:05    |
|     |                                                      |         |
| 13. | "Tenor Blooz" (Art Pepper)                           | 4:56    |
|     |                                                      |         |
| 14. | "Yardbird Suite" (Charlie Parker)                    | 5:40    |
|     |                                                      |         |
| 15. | "Straight Life" (Art Pepper)                         | 3:20    |
|     |                                                      |         |
|     |                                                      | 1:08:15 |
|     |                                                      |         |

## Informacje uzupełniające
- Producent - Herbert Kimmel (1-10)
- Producent – Don Clark (11-15)
- Produkcja reedycji – Michael Cuscuna
- Inżynier dźwięku – John Kraus (1-10)
- Inżynier dźwięku – Don Blake (11-15)
- Mastering – Ron McMaster
- Projekt okładki – Reid Miles
- Zdjęcie – Francis Wolff
- Tekst na okładce – Pete Welding